# 布頓佛教史
《布頓佛教史》（藏語：བུ་སྟོན་ཆོས་འབྱུང，威利转写：bu ston chos 'byung），藏文直譯為《善逝教明法生寶藏史》，又譯為《佛教史大寶藏論》、《正法生源寶藏》、《善逝教法史》、《布頓教法源流》、《善逝教法源流》、《善逝教法史》，藏文佛教史著作，成書於1322年，為薩迦派布頓大師的代表作。內容分成三大部份，包括佛教概論、佛教歷史與藏傳大藏經分類目錄。

## 版本
1986年，郭和卿漢譯《佛教史大寶藏論》，民族出版社。
2007年，蒲文成漢譯《布頓佛教史》，甘肃民族出版社。